# Verónica Miriel
Verónica Miriel (Santiago de Chile, 23 de marzo de 1955) es una actriz retirada de cine y televisión española de origen chileno, conocida mayormente por su participación desde la segunda mitad de los años 1970 hasta comienzos de la década siguiente en una cuarentena de películas de alto contenido erótico encuadrables dentro del denominado «cine de destape» como Chicas de alquiler (1974), El jovencito Drácula (1976), La llamada del sexo (1977), Deseo carnal y El maravilloso mundo del sexo (ambas de 1978), Perros callejeros II (1979), las producciones italianas de 1980 Un sacco bello y Una moglie, due amici, quattro amanti (estrenada en España como Doctor, ¿estoy buena?), Las mujeres de Jeremías (1981), en que apareció parcial o completamente desnuda en un total de dieciocho ocasiones.
Cabe destacar también en este aspecto sus numerosas salidas en no pocas de las revistas «del corazón» y «solo para adultos» de la época como Fotogramas (ene. y jun. 1976, n.os 1422 y 1443 [portadas]), Pronto (Verónica Miriel no esperó al otoño para quitarse las hojas, ago. 1976, n.º 222 [portada], Interviú (Verónica Miriel – la pequeña tentación [portada], mar. 1977, n.º 42), Party (Verónica Miriel desnuda en público, may. 1977, n.º 6. Verónica Miriel – el lienzo de un pintor [portada], jun. 1978, n.º 64. Siete chicas peligrosas – Nadiuska y Verónica Miriel al desnudo, feb. 1979, n.º 98. Verónica Miriel – película con De la Loma [portada]; Desnudo de la actriz Verónica Miriel – segunda parte de Perros callejeros, jul. 1979, n.º 116. Verónica Miriel y Yamel Amor intérpretes de Marilyn, julio de 1979, n.º 117), Reporter (El destape de Monna Lisa [portada], julio de 1977, n.º 7), Lib (Verónica Miriel desnuda… ¡y por televisión!, 1977, n.º 49, pp. 6-7. Les mostramos el último desnudo de Verónica Miriel, mayo de 1978, n.º 81. Verónica Miriel – desnudos propósitos [portada], 1980, n.º 182) y un largo etcétera.
Pero sin duda el evento que disparó su incipiente fama artística fue la emisión en el conjunto de la serie Original del capítulo titulado Cuando el pez se muerde la cola (emitido por La 2 la tarde del domingo 9 de octubre de 1977), lo que la convirtió en la primera actriz que aparecía íntegramente desnuda en un espacio de la televisión española.

## Biografía
Tras pasar en su Chile natal toda su infancia y parte de su adolescencia la futura actriz llegó a Madrid con dieciséis años de edad comenzando a trabajar en la boutique de una amiga de su madre.

—Luego me marché a Barcelona. Un día un amigo me dijo que si quería hacer publicidad. Dije que sí y aparecí en ese "spot" de los bombones… Ya sabes: me pongo el bombón así, cerca de la boca y…

—[…] Aquel "spot" fue visto por Balcázar y me dijo que si quería hacer cine. Así empezó todo. La película se llamaba "Los inmorales", junto a Simón Andreu.
Y ya te lanzaste.

—Nada de eso. Tenía entonces diecisiete años. Y se abrió un gran paréntesis en el que hice de todo: secretaria, vendedora de cuadros…, trabajé muchísimo y en mil cosas diferentes. Tardaría un año en hacer mi segunda película. Luego sí; luego vinieron todas seguidas, hasta "La última Marilyn" [sic]…

A lo largo de la segunda mitad de los años 1970 y hasta comienzos de la década siguiente continuó interpretando una serie de películas «del tipo softcore», entre las que cabe destacar especialmente por su alto contenido erótico El jovencito Drácula (1976) y El maravilloso mundo del sexo (1978), ambas con Susana Estrada, Siete chicas peligrosas (1979), Las mujeres de Jeremías (1981), en las que coincidió con otras conocidas estrellas del «destape» como Nadiuska o Taida Urruzola, etc.

### 1983-presente
Una vez terminado el rodaje en 1983 de la cinta De mica en mica s'omple la pica (también conocida como Dinero negro) se trasladó a Perú donde convivió algún tiempo con una comunidad indígena dedicada al ejercicio de su vocación pictórica. A su regreso al país se instaló en Andalucía donde ha expuesto sus pinturas en distintas ocasiones bien en solitario o bien conjuntamente con su hermana y entre las que cabe mencionar las muestras celebradas en Sevilla en 2002 y Sotogrande en 2003 y 2006.

## Trayectoria artística

### Cine
| Año  | Título                                                                 | Personaje                             | Director/es                                      | Aparece semi/desnuda | Notas |
| ---- | ---------------------------------------------------------------------- | ------------------------------------- | ------------------------------------------------ | -------------------- | --- |
| 1974 | Los inmorales                                                          |                                       | Alfonso Balcázar                                 |                      | |
| 1974 | Chicas de alquiler                                                     | Prostituta morena (no acreditado)     | Ignacio F. Iquino                                |                      | |
| 1974 | El último proceso en París                                             | Lisette                               | José Canalejas                                   |                      | |
| 1974 | El recién llegado escribió su epitafio (La dynamite est bonne à boire) | Prostituta                            | Aldo Sambrell, Gérard Trembasiewicz              |                      | |
| 1975 | La maldición de la bestia                                              | Melody                                | Miguel Iglesias                                  | Sí                   | |
| 1975 | El ojo en la oscuridad (Gatti rossi in un labirinto di vetro)          | Jenny Hamilton                        | Umberto Lenzi                                    |                      | |
| 1975 | Los hijos de Scaramouche                                               | Brigitte                              | George Martin                                    |                      | |
| 1975 | Relaciones matrimoniales y otras cosas                                 |                                       | Alberto Vidal                                    |                      | |
| 1976 | Kilma, reina de las amazonas                                           | Anoé                                  | Miguel Iglesias                                  |                      | |
| 1976 | Guapa, rica… y especial                                                | Susan                                 | Jaime J. Puig                                    |                      | |
| 1976 | La nueva Marilyn                                                       | Verónica                              | José Antonio de la Loma                          | Sí                   | |
| 1976 | El jovencito Drácula                                                   | Lucy                                  | Carlos Benpar                                    | Sí                   | "Verónica Miriel y Susana Estrada aparecen desnuditas en El jovencito Drácula". "Después [de La trastienda] Maria Rosaria Omaggio se desnudó en La lozana andaluza, Esperanza Roy hizo lo propio en La zorrita en bikini, Verónica Miriel y Susana Estrada en El jovencito Drácula…" |
| 1976 | Vivir a mil                                                            | Susana                                | José Campos                                      |                      | |
| 1976 | Deseo                                                                  | Elena                                 | Alfonso Balcázar                                 |                      | |
| 1977 | Las alimañas                                                           | Jacqueline                            | Amando de Ossorio                                | Sí                   | |
| 1977 | Las alegres chicas de El Molino                                        | Verónica                              | José Antonio de la Loma                          | Sí                   | |
| 1977 | Striptease                                                             | Gatita                                | Germán Lorente                                   |                      | |
| 1977 | La dudosa virilidad de Cristóbal                                       | Trini                                 | Juan Bosch                                       |                      | |
| 1977 | La llamada del sexo                                                    | Karin                                 | Tulio Demicheli                                  | Sí                   | |
| 1977 | Tengamos la guerra en paz                                              | Catalina                              | Eugenio Martín                                   |                      | |
| 1977 | El despertar de los sentidos                                           | Enfermera                             | Manuel Esteba                                    |                      | |
| 1977 | ¿Y ahora qué, señor fiscal?                                            | Rosa                                  | León Klimovsky                                   | Sí                   | |
| 1977 | Niñas… al salón                                                        |                                       | Vicente Escrivá                                  |                      | |
| 1978 | Borrasca                                                               | Amiga de Lidia                        | Miguel Ángel Rivas                               | Sí                   | |
| 1978 | Deseo carnal                                                           | Nori                                  | Manuel Iglesias                                  | Sí                   | |
| 1978 | El maravilloso mundo del sexo                                          | Chica morena                          | Mariano V. García, Gil Carretero (no acreditado) | Sí                   | |
| 1979 | El día del presidente                                                  | Renée                                 | Pedro Ruiz                                       |                      | |
| 1979 | Río de la muerte                                                       | Leticia                               | José Ulloa                                       |                      | |
| 1979 | Juventud sin freno                                                     | Leticia                               | José Ulloa                                       | Sí                   | |
| 1979 | Siete chicas peligrosas                                                | Berta                                 | Pedro Lazaga                                     | Sí                   | |
| 1979 | Démons de midi                                                         |                                       | Christian Paureilhe                              |                      | |
| 1979 | Perros callejeros II – Busca y captura                                 | Verónica                              | José Antonio de la Loma                          | Sí                   | |
| 1980 | Spaghetti (Un sacco bello)                                             | Marisol                               | Carlo Verdone                                    | Sí                   | |
| 1980 | La amante ingenua                                                      | Maru                                  | José Ulloa                                       | Sí                   | |
| 1980 | Forma de amigos                                                        | Novia de Rudy                         | Tito Davison                                     |                      | |
| 1980 | Una chica llamada Marilyne (Le c… de Marilyne)                         | Véronique                             | Jean Luret                                       | Sí                   | |
| 1980 | Chocolate                                                              | Acompañante del conde (no acreditado) | Gil Carretero                                    |                      | |
| 1980 | Doctor, ¿estoy buena? (Una moglie, due amici, quattro amanti)          | Antonella                             | Michele Massimo Tarantini                        | Sí                   | |
| 1980 | Los cántabros                                                          | Elia                                  | Paul Naschy                                      |                      | |
| 1981 | Las mujeres de Jeremías                                                | Raquel                                | Ramón Fernández                                  | Sí                   | |
| 1984 | De mica en mica s'omple la pica                                        | Verónica                              | Carlos Benpar                                    |                      | |

### Televisión
| Año  | Serie               | Episodio                        | Personaje           | Director/es        | Aparece semi/desnuda | Notas                                                      |
| ---- | ------------------- | ------------------------------- | ------------------- | ------------------ | -------------------- | ---------------------------------------------------------- |
| 1976 | La saga de los Rius | #1.5                            | Invitada de la cena | Pedro Amalio López |                      | Emitido por Televisión Española el domingo 5 de diciembre. |
| 1977 | Original            | Cuando el pez se muerde la cola |                     | Sergi Schaaff      | Sí                   | Emitido por La 2 la tarde del domingo 9 de octubre.        |